# Epithelantha ilariae
Epithelantha ilariae és una espècie fanerògama que pertany a la família de les cactàcies (Cactaceae). És originària de Nord-amèrica.

## Descripció
Epithelantha ilariae és una espècie controvertida molt semblant en la seva morfologia a Epithelantha bokei, però moltes característiques separen les dues espècies. La característica més important que distingeix Epithelantha ilariae d'Epithelantha bokei és la manca de denticles evidents als marges de la columna vertebral, que és una característica peculiar d'Epithelantha bokei. Les tiges estan aplanades, de forma regular, més grans de 6 cm. Te entre 30 a 52 espines radials distribuïdes en 2 o 3 capes superposades. Les espines tenen una secció el·líptica, en lloc d'una secció aplanada com a Epithelantha bokei. L'epidermis de la columna vertebral d'Epithelantha ilariae és evidentment de color blanc cerós, sobretot durant la fase juvenil, a Epithelantha bokei només és lleugerament cerosa o gens. El període de floració d'Epithelantha bokei és entre març i juliol, mentre que el període de floració d'Epithelantha ilariae és entre març i octubre.

## Distribució, hàbitat i ecologia
Epithelantha ilariae es troba a Mèxic des dels vessants meridionals de la sierra de Obayos, a uns 50 km al nord de Monclova, Coahuila, i la seva distribució és una mena de banda ampla que acaba al nord de Montemorelos, Nuevo León, i inclou les petites serres (cadenes muntanyoses) que envolten l'àrea metropolitana de la ciutat de Monterrey, Nuevo León.
En el seu hàbitat Epithelantha ilariae és l'espècie d'Epithelantha que creix a una altitud més baixa, ja que es troba entre els 300 i els 570 m sobre el nivell del mar. Aquesta espècie creix en vessants semielevats, entre roques sobre graves barrejades amb terra que conté compostos orgànics.
Una petita part de les poblacions d'Epithelantha ilariae es veuen amenaçades per la degradació de l'hàbitat, els treballs exploratoris per a la detecció de dipòsits de gas natural, així com l'impacte dels gasoductes annexos, i la infraestructura associada, l'extracció de pedra per a la fabricació i materials de construcció, pedrera. , així com pels animals de pastura (vaques i cabres).

## Taxonomia
Epithelantha ilariae va ser descrita per Davide Donati i Carlo Zanovello i publicat a Piante Grasse 30: 186, a l'any 2010.
Etimologia
Epithelantha: nom genèric que deriva del grec i significa "flors que surten de tubercles".
ilariae: epítet que està dedicat a Ilaria Montanari, una nena petita que pateix una malaltia molt greu.